# Convenție de armistițiu din 12 septembrie 1944 între guvernul român, pe de o parte, și guvernele Uniunii Sovietice, Regatul Unit și Statele Unite ale Americii, pe de altă parte
Convenția de armistițiu din 12 septembrie 1944 între guvernul român, pe de o parte, și guvernele Uniunii Sovietice, Regatul[ui] Unit și Statel[or] Unite ale Americii, pe de altă parte a reprezentat un acord de armistițiu semnat la 12 septembrie 1944 la Moscova între România și Aliații din Al Doilea Război Mondial.. Încheiat de cele două părți după lovitura de stat de la 23 august 1944, a acordul a fost publicat în Monitorul Oficial nr. 219 din 22 septembrie 1944. 
Conform articolului 11 al Acordului de armistițiu, Aliații au impus ca România să despăgubească parțial URSS-ul cu suma de 300 de milioane de dolari, care urmau să fie plătiți sub formă de bunuri și mărfuri și au stabilit, în anexă, că România va plăti despăgubiri pentru pierderile pricinuite în România proprietăților celorlalte State Aliate și naționalităților lor, pe timpul războiului, despăgubiri a căror sumă va fi fixată la o dată ulterioară.